# Ciel d'octobre
Pour plus de détails, voir Fiche technique et Distribution.
Ciel d'octobre ou Tombé du ciel au Québec (October Sky) est un film américain réalisé par Joe Johnston et sorti en 1999. Il est l'adaptation du livre autobiographique Rocket Boys d'Homer Hickam.

## Synopsis
À Coalwood (en), cité minière de la Virginie-Occidentale peu après le lancement du satellite artificiel Spoutnik 1, en octobre 1957 par l'URSS. Le fils d'un responsable de la mine se lance dans la construction de fusées amateurs et participe avec ses amis à une exposciences, contre la volonté de son père qui souhaite que son fils lui succède dans les mines.

## Fiche technique
Sauf indication contraire, les informations mentionnées dans cette section peuvent être confirmées par la base de données cinématographiques IMDb,  présente dans la section « Liens externes ».
- Titre français : Ciel d'octobre
- Titre québécois : Tombé du ciel
- Titre original : October Sky
- Réalisation : Joe Johnston
- Scénario : Lewis Colick (en), d'après le livre Rocket Boys d'Homer H. Hickam Jr.
- Musique : Mark Isham
- Photographie : Fred Murphy
- Montage : Robert Dalva
- Production : Larry J. Franco, Charles Gordon (en) et Marc Sternberg
- Société de production et distribution : Universal Pictures
- Budget : 25 millions de dollars
- Pays de production :  États-Unis
- Langue originale : anglais
- Format : couleur - 2.39:1 - 35 mm
- Genre : drame, biographie, historique
- Durée : 108 minutes
- Dates de sortie :
  - États-Unis : 19 février 1999
  - France : 26 janvier 2000
  - Belgique : avril 2000

## Distribution
- Jake Gyllenhaal (VF : Pascal Grull) : Homer Hickam
- Chris Cooper (VF : Marc Alfos) : John Hickam
- Laura Dern (VF : Marie-Laure Beneston) : Freida J. Riley (en)
- Chris Owen : Quentin Wilson (en)
- William Lee Scott : Roy Lee Cooke (en)
- Chad Lindberg : Sherman O'Dell
- Chris Ellis : Turner
- Elya Baskin : Ike Bykovsky
- Natalie Canerday (en) (VF : Pascale Jacquemont) : Elsie Hickam
- Andrew Stahl (en) : Jack Palmer
- O. Winston Link (en) : l'ingénieur de locomotive

 Source et légende : version française (VF) sur RS Doublage

## Production
Le scénario est inspiré de l'ouvrage autobiographique Rocket Boys d'Homer Hickam publié en 1998. Le titre original du film est cependant October Sky — anagramme du titre original du roman — plutôt que Rocket Boys, qui risquait de ne pas intéresser le public féminin.
Le tournage a lieu au Tennessee (Knoxville, Harriman, Chattanooga, Wartburg, Oliver Springs, Oak Ridge, Petros, ...).